# Daniella Monet
Daniella Monet Zuvic, (født 1. marts 1989) er en amerikansk skuespiller og sangerinde. Født i West Hills, Los Angeles. 
Monet er kendt for sin rolle som Trina Vega, i tv-serien Victorious der vises på Nickelodeon. Hun har også medvirket i serien Zoey 101.